# Rudza

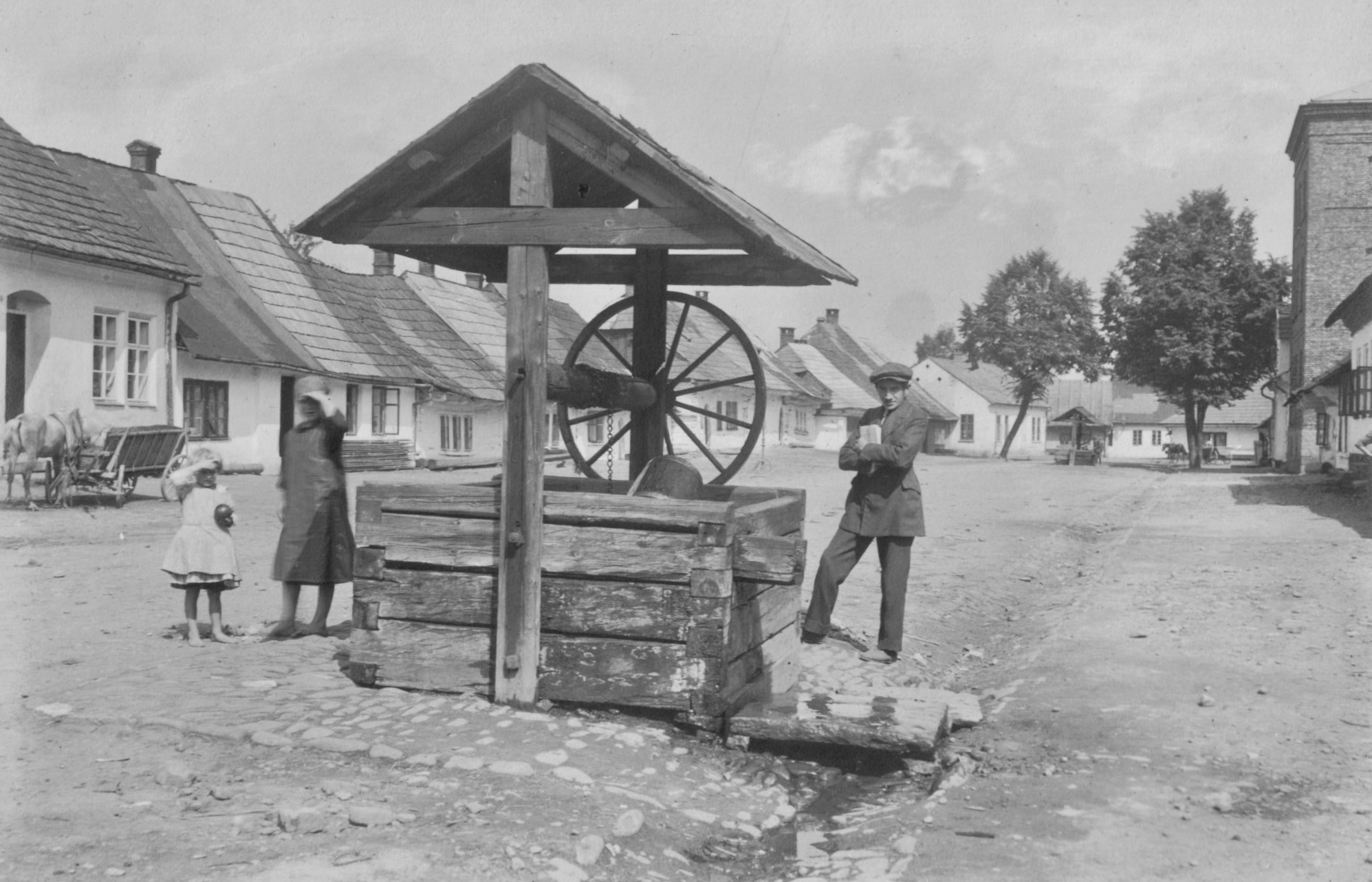
Studnia kołowrotowa na ul. 3-go Maja

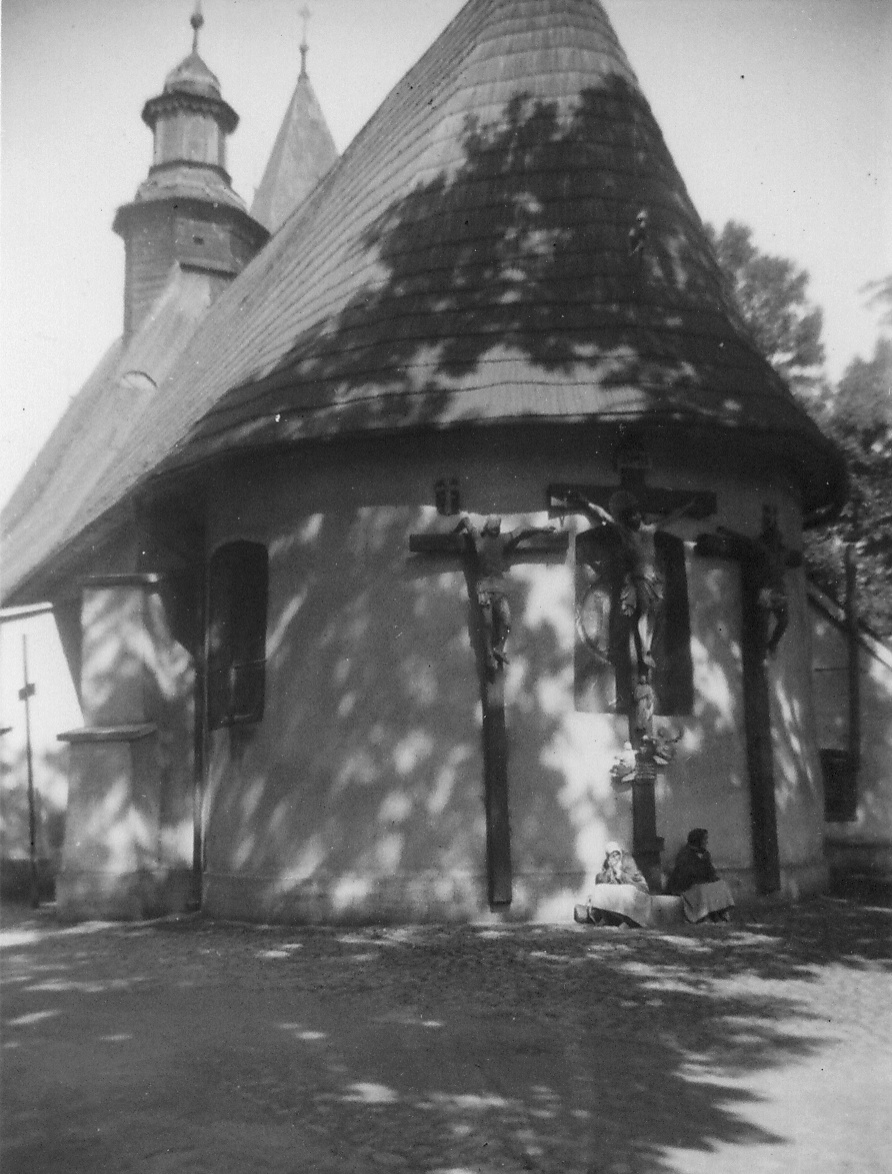
Kościół św. Krzyża w 1938

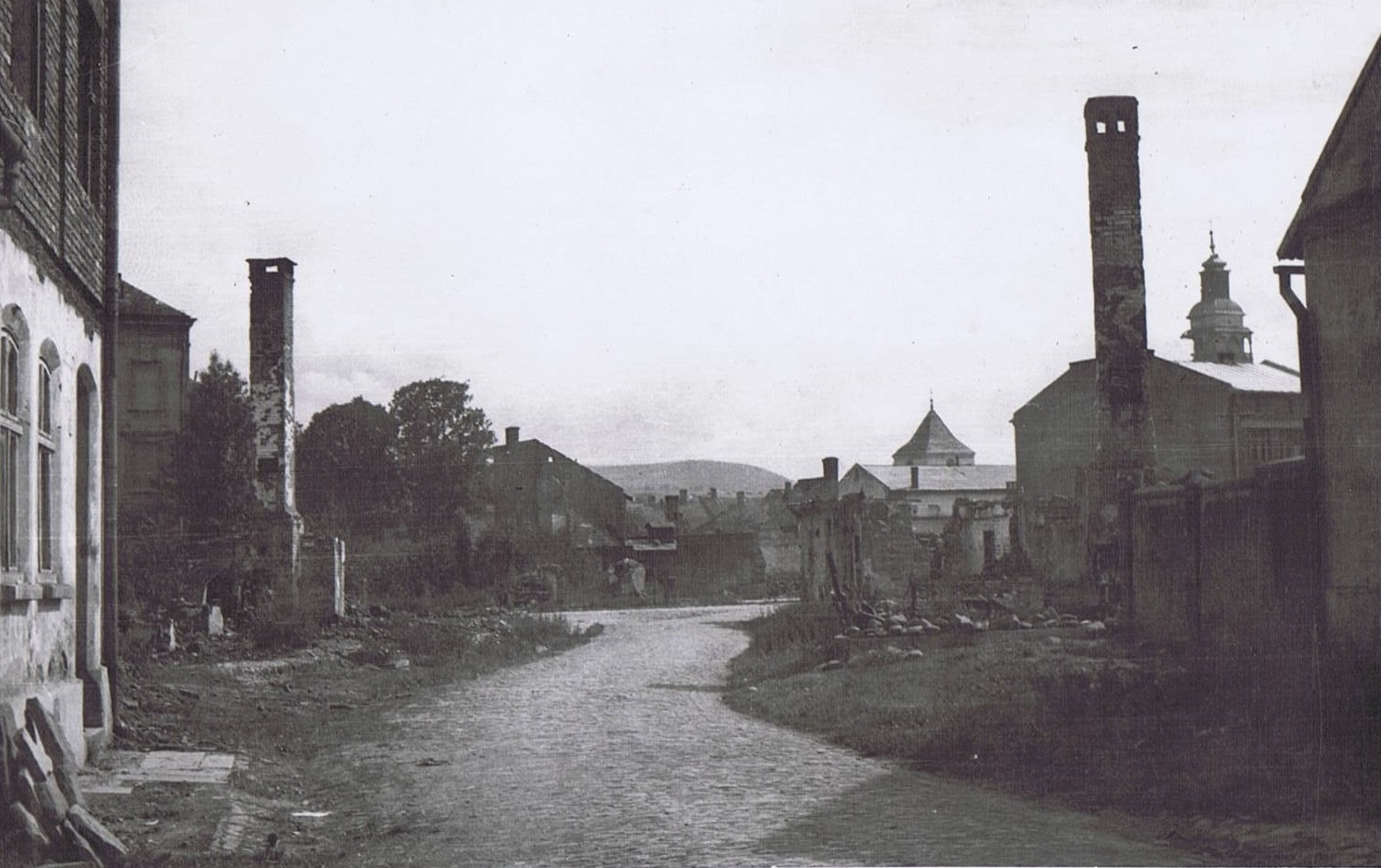
Zniszczona zabudowa ul. Brackiej w 1945

Rudza – najstarsza część żywieckiej dzielnicy Śródmieście.
Pierwsze wzmianki o Rudzy jako przedmieściu lub gruntach należących do miasta Żywca pochodzą z XVI wieku, brak o niej informacji we wcześniejszych spisach świętopietrza, w księdze uposażeń Jana Długosza, czy w spisie miejscowości powstałym w drugiej połowie XV wieku w kancelarii Piotra Komorowskiego. O genezie Rudzy nie wspomina również Dziejopis Żywiecki Andrzeja Komonieckiego.
Franciszek Augustin w XIX-wiecznej kronice „Jahrbuch oder Zusammenstellung geschichtlicher Thatsachen welche die Gegend von Oswieczyn und Saybusch angehen” wywodzi pochodzenie Rudzy od powstałej około 1200 roku kolonii górników niemieckich, sprowadzonych tu przez rodzinę Thurzonów. Osadnicy mieli założyć ją jako osobną wieś oraz utrzymywać tu księdza i wybudować niewielki kościół, natomiast w okresie około 1400 po śmierci ostatniego członka rodziny Thurzonów ich dawne majątki ziemskie miały przejść na rzecz Księstwa Oświęcimskiego.
W XIV w. został tu zbudowany Kościół św. Krzyża. W okresie około 1425–1428 Żywiec pozostawał zajęty przez wojska husyckie, a świątynia ta została przekształcona w kościół w husycki. Po opuszczeniu przez nich miasta w 1428 został on ponownie poświęcony jako rzymskokatolicki. Wokół obiektu został założony cmentarz, na którym w XVII wieku miały miejsce pochówki przestępców zabitych poprzez ścięcie, ostatni z nich miał miejsce w 1624.
Na północ od kościoła zlokalizowana była centralna część osiedla, przez którą przebiegały trzy trakty. Pierwszy z nich wiódł na północ przez Stary Żywiec w kierunku Oświęcimia, współcześnie stanowiąc ul. Świętokrzyską, kolejny prowadził w kierunku południowo-zachodnim i utworzył obecną ul. Stefana Batorego, biegnąc następnie wzdłuż doliny Soły przez Przełęcz Jabłonkowską na Morawy, natomiast trzecia droga wiodła na południowy wschód, następnie przez współczesne ulice Kościuszki i Komorowskich oraz dolinę Koszarawy w stronę Orawy i Węgier. Początkowo ulice Rudzy nie posiadały nazw, później wykształciły się ulice takie jak Rudza (wytyczona w 1627, również pod nazwą Rudza Solna), Paniowska i Świetokrzyska.
Zgodnie ze spisem przeprowadzonym w 1715 przez Józefa Brzozowskiego, na Rudzę składało się przeszło 60 zagród. W 1717 na terenie za kościołem zostało utworzone targowisko, na którym odbywał się handel końmi i bydłem. Poza osobami trudniącymi się działalnością handlową, osadę zamieszkiwali także rolnicy oraz rzemieślnicy, zajmujący się m.in. garncarstwem. Zabudowę Rudzy stanowiły obiekty drewniane, co było spowodowane nadaniem Żywcowi przez Komorowskich dużej powierzchni lasów. 
W 1790 Kościół św. Krzyża został zsekularyzowany i sprzedany Elżbiecie Wielopolskiej, a do kolejnej jego sprzedaży doszło w 1801. W latach wojen napoleońskich mieścił on koszary, a w 1820 został on na nowo przystosowany do pełnienia funkcji sakralnych przez ks. Franciszka Augustina.
Rudza utrzymała się w większości w niezmiennej formie architektonicznej do czasu II wojny światowej. Ulice na jej terenie wyłożone były owalnymi kamieniami rzecznymi. Znajdowały się tu drewniane budynki o kontrukcji wieńcowej ze ścianami obłożonymi gliną i pobielonymi wapnem. Wąskofrontowe budowle posiadały jedną izbę z alkierzem oraz obszerną sień wyłożoną zwykle dużymi płytami kamiennymi, natomiast szerokofrontowe obiekty były wyposażone w sień, izbę oraz oddzieloną od niej kuchnię. Całość nakryta była dwuspadowym dachem pokrytym gontem, z racji braku innej możliwości spowodowanego zwartą zabudową. Znaczna mniejszość budynków była umieszczona szczytem do ulicy, gdzie umieszczone były okapy, pojawiające się czasami również w innych domach nad ścianą frontową. Przed progami wejściowymi znajdowały się kamienne stopnie. Wejścia były przyozdabiane nadprożami i zastrzałami. Obok drzwi znajdowały się niewielkie okienka, „wyglądki”. Okna domów na Rudzy znajdowały się w drewnianych ramach i posiadały zróżnicowane wielkości. Budynki przeważnie nie były podpiwniczone, jedynie pod niektórymi powstały małe piwniczki, do których prowadziło kilka kamiennych schodków, a wejście do piwnic umieszczano w sieni lub z zewnętrznej strony domu od strony podwórka. Ściany piwnic wyłożone były belkami i kamieniami rzecznymi, przechowywane tam były głównie mleko i ziemniaki, a pozostałe produkty umieszczano w obszernych skrzyniach ustawionych w sieni lub na strychu.
W XIX wieku rozpoczęto stawianie tu murowanych budynków, powstała wówczas m.in. kamienica przy ul. 3 Maja 16. Pierwsze tego typu obiekty były parterowe i posiadały wysokie dachy, odnosząc się pod względem architektury zewnętrznej oraz rozplanowania wnętrza do starej, drewnianej zabudowy. Powstawanie murowanych budynków było jednak powolne, na skutek czego osiedle zachowało odrębny charakter od pozostałej części miasta, gdzie przeważały piętrowe kamienice. Pomimo uważania Rudzy za odrębną od pozostałego obszaru Żywca przez jego mieszkańców, ludność tej dzielnicy miała prawo noszenia tradycyjnego stroju miejskiego. 
W 1901 uchwałą Rady Miejskiej wprowadzono nowe nazewnictwo niektórych ulic na terenie miasta. Ulica Paniowska otrzymała wówczas nazwę Stefana Batorego, ul. Rudza stała się ul. 3-go Maja, natomiast ul. Stodolna – Bracką (z racji prowadzenia do „roli brackiej”). Nadano również nazwy ulicom dotychczas bezimiennym, na skutek czego uliczka łącząca ul. 3-go Maja z Świętokrzyską otrzymała miano Małej, wytyczono również nowe ulice Jana III Sobieskiego i Zieloną.
W 1909 przy Kościele św. Krzyża został utworzony Dom Księży Kanoników Regularnych św. Augustyna, a jego duchowni prowadzili pomoc duszpasterską w kościele, wygłaszając kazania, czy zajmując się nauką młodzieży. Placówka została zlikwidowana po kilkunastu latach działalności.
5 listopada 1907 miała miejsce uroczystość położenia kamienia węgielnego pod budowę gmachu Szkoły Wydziałowej Żeńskiej, zlokalizowanego przy ul. Zielonej 1. Obiekt został otwarty w 1911.
Historyczna, drewniana zabudowa osiedla została w większości zniszczona podczas II wojny światowej, w trakcie przejścia przez ten teren frontu na początku 1945.